# Rodner Figueroa
Rodner Figueroa (Caracas, 9 de abril de 1972) é um ex-comentador televisivo da Univisión que tornou-se célebre por ter sido despedido em Março de 2015 após comentários racistas sobre a esposa do Presidente dos EUA, Michelle Obama. 

## Carreira
O apresentador de origens venezuelanas, apelidado de "El Fashionista", ganhou lugar na Univisión como especialista em moda, comentando e criticando as escolhas das estrelas americanas e latinas nos grandes eventos, ou fazendo entrevistas na passadeira vermelha. Também apresentou outros formatos como "Sal y Pimienta" e "Nuestra belleza latina", ambos de grande audiência.

## Polêmica
Figueroa afirmou durante o programa vespertino "El Gordo y La Flaca" que a transformação estética da primeira-dama dos Estados Unidos Michelle Obama nos últimos anos foi inspirada na saga cinematográfica Planeta dos Macacos, enquanto mostrava várias imagens da esposa do presidente norte-americano.
A Univisión não demorou a reagir e menos de 24 horas após a polémica comunicou a demissão do comentador:
"Ontem (quarta-feira), durante o programa de entretenimento 'El Gordo y La Flaca', Rodner Figueroa fez comentários sobre a primeira-dama Michelle Obama que foram completamente reprováveis e de nenhuma forma refletem os valores ou opiniões da Univisión", explicou a rede em comunicado. "Como resultado, o senhor Figueroa foi demitido imediatamente", confirmou a empresa.